# Mouacourt
Mouacourt est une commune française située dans le département de Meurthe-et-Moselle en région Grand Est.

## Géographie
Le territoire de la commune est limitrophe de ceux de cinq communes :
|        | Coincourt             | Xures      |
| Parroy | Mouacourt             |            |
|        | Laneuveville-aux-Bois | Emberménil |

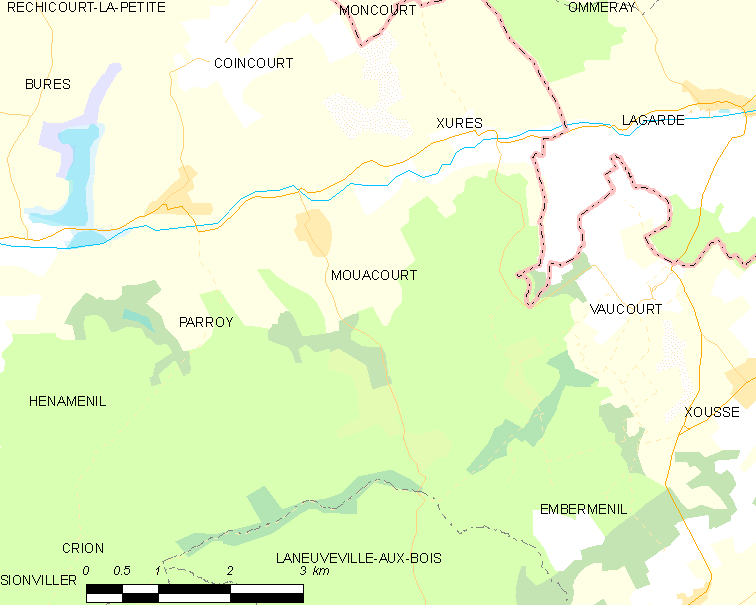
Carte de la commune.
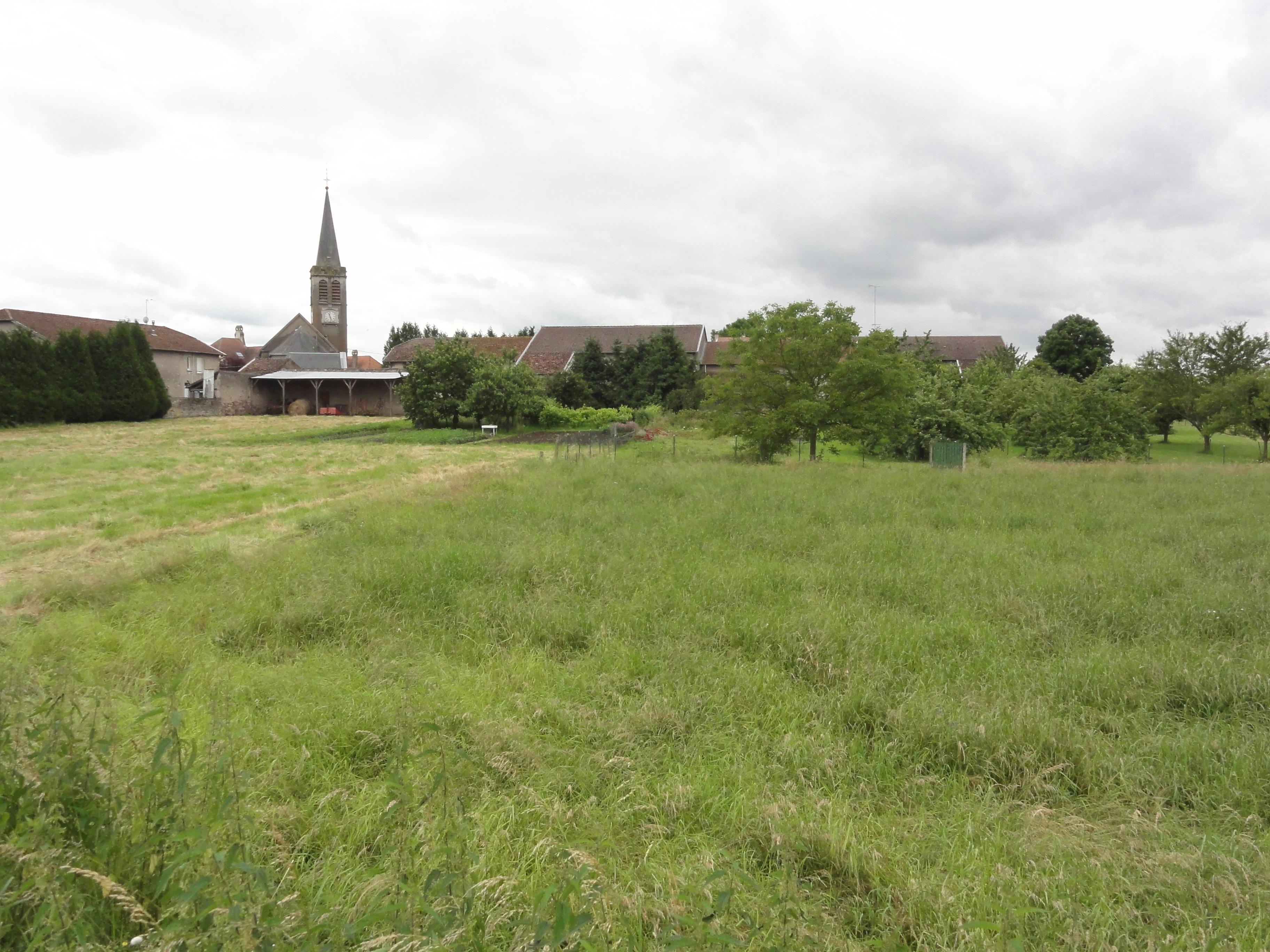
Vue du village.
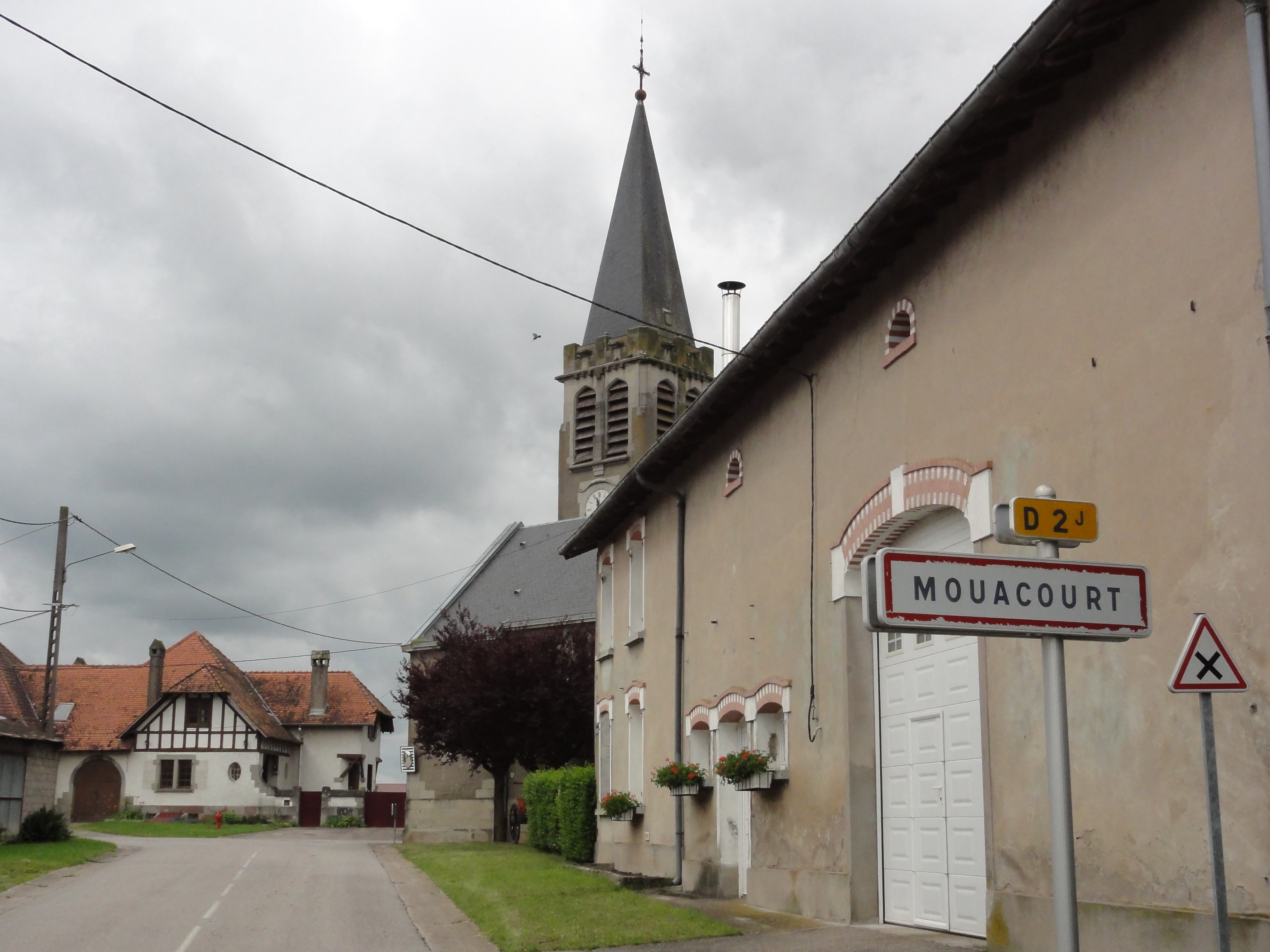
Entrée de Mouacourt.
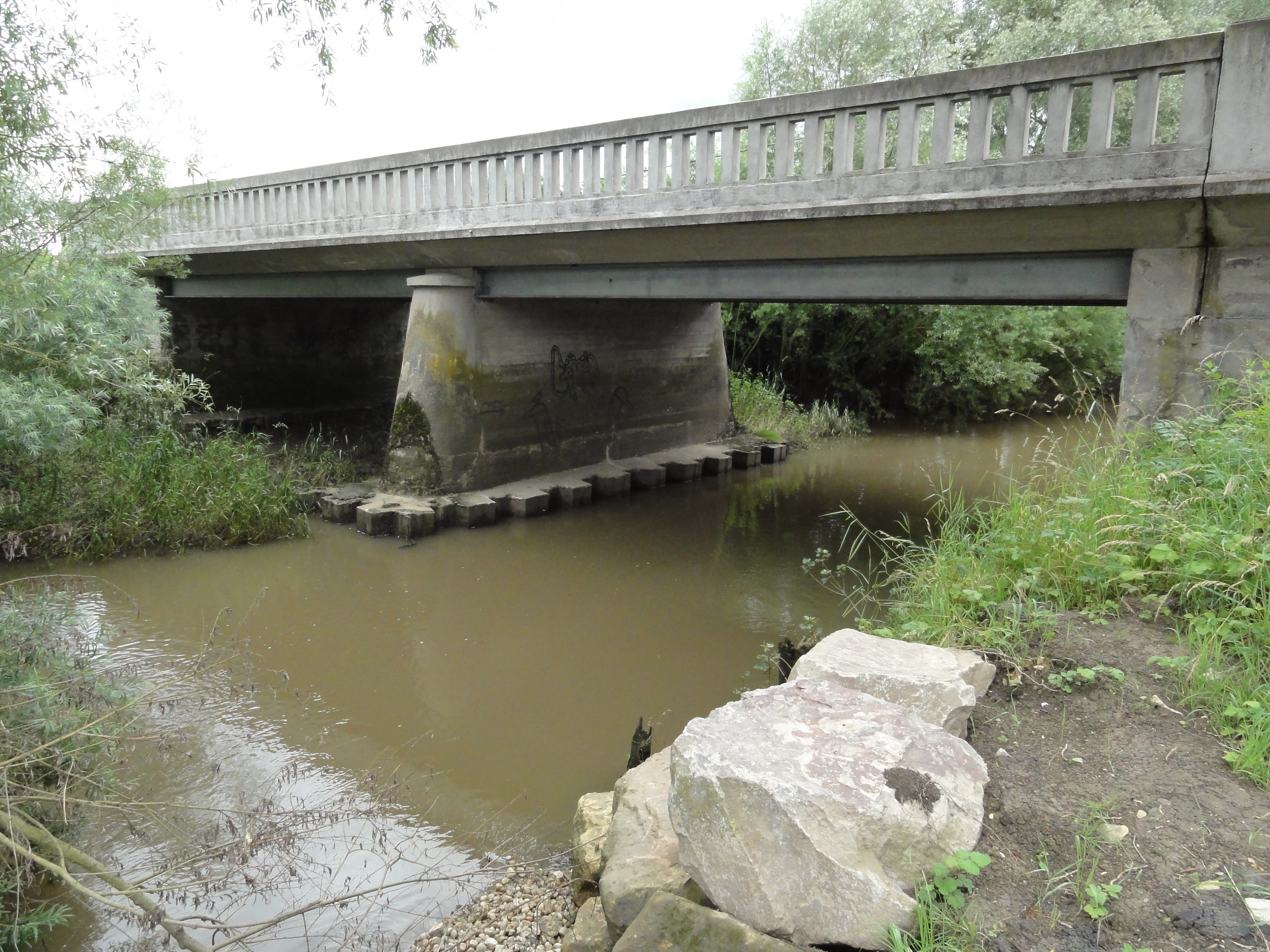
Pont du Sânon.

### Hydrographie
La commune est dans le bassin versant du Rhin au sein du bassin Rhin-Meuse. Elle est drainée par le canal de la Marne au Rhin, le ruisseau de la Goutte des Ailles, le ruisseau des Allemands, le ruisseau des Neuf Pres, le ruisseau le Ru Court et le Sanon,.
Le canal de la Marne au Rhin, long de 293 km et comportant 178 écluses à l'origine, relie la Marne (à Vitry-le-François) au Rhin (à Strasbourg). Par le canal latéral de la Marne, il est connecté au réseau navigable de la Seine vers l'Île-de-France et la Normandie. 

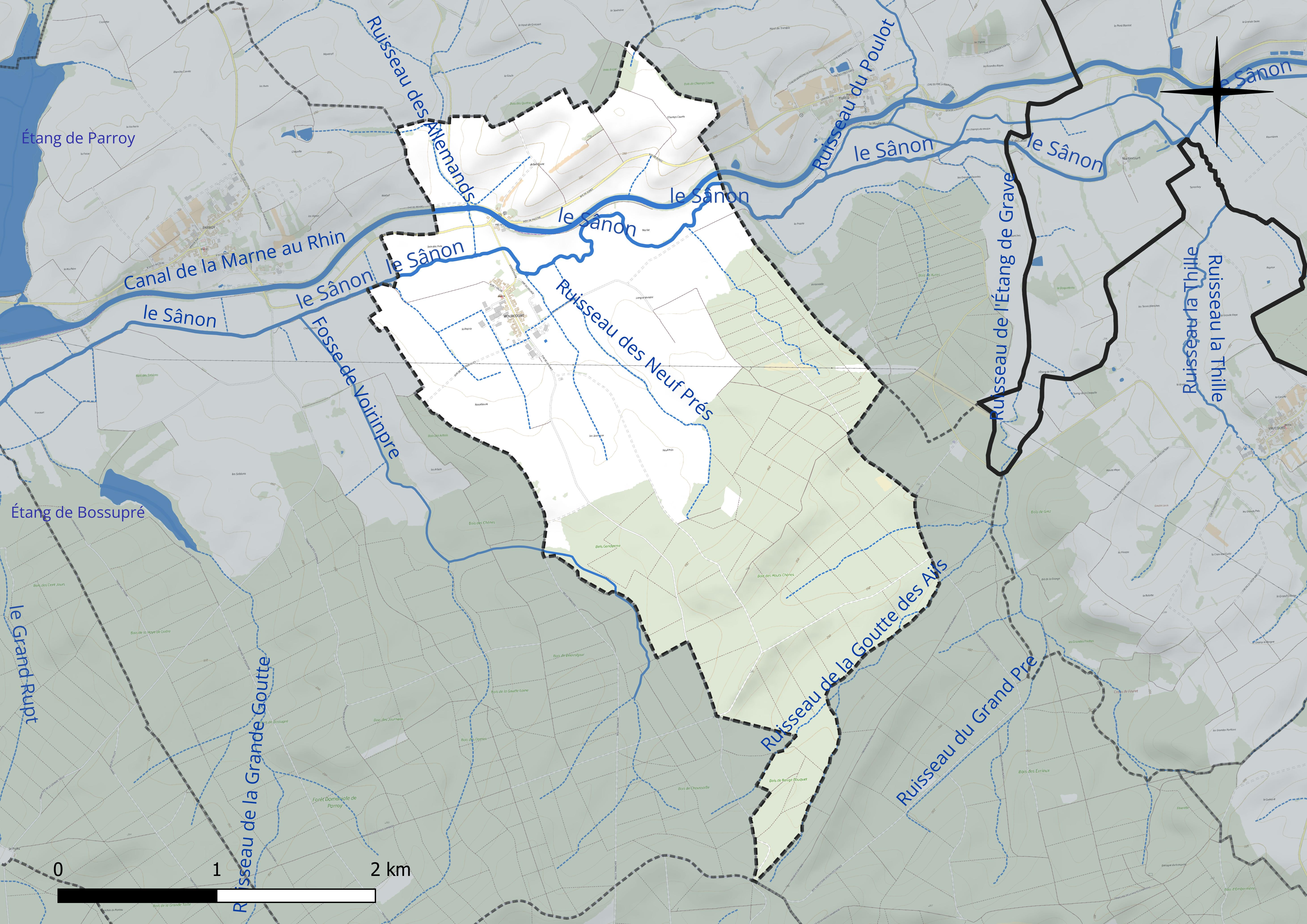
Réseau hydrographique de Mouacourt.

### Climat
Pour des articles plus généraux, voir Climat du Grand Est et Climat de Meurthe-et-Moselle.
En 2010, le climat de la commune est de type climat des marges montargnardes, selon une étude du Centre national de la recherche scientifique s'appuyant sur une série de données couvrant la période 1971-2000. En 2020, Météo-France publie une typologie des climats de la France métropolitaine dans laquelle la commune est exposée à un climat semi-continental et est dans la région climatique  Lorraine, plateau de Langres, Morvan, caractérisée par un hiver rude (1,5 °C), des vents modérés et des brouillards fréquents en automne et hiver. 
Pour la période 1971-2000, la température annuelle moyenne est de 9,7 °C, avec une amplitude thermique annuelle de 16,9 °C. Le cumul annuel moyen de précipitations est de 854 mm, avec 12,1 jours de précipitations en janvier et 9,3 jours en juillet. Pour la période 1991-2020, la température moyenne annuelle observée sur la station météorologique de Météo-France la plus proche, « St Maurice », sur la commune de Saint-Maurice-aux-Forges à 25 km à vol d'oiseau, est de 10,5 °C et le cumul annuel moyen de précipitations est de 837,4 mm. 
La température maximale relevée sur cette station est de 39,2 °C, atteinte le 25 juillet 2019 ; la température minimale est de −19,9 °C, atteinte le 1er mars 2005,,. 
Les paramètres climatiques de la commune ont été estimés pour le milieu du siècle (2041-2070) selon différents scénarios d'émission de gaz à effet de serre à partir des nouvelles projections climatiques de référence DRIAS-2020. Ils sont consultables sur un site dédié publié par Météo-France en novembre 2022.

## Urbanisme

### Typologie
Au 1er janvier 2024, Mouacourt est catégorisée commune rurale à habitat dispersé, selon la nouvelle grille communale de densité à sept niveaux définie par l'Insee en 2022.
Elle est située hors unité urbaine et hors attraction des villes,.

### Occupation des sols
L'occupation des sols de la commune, telle qu'elle ressort de la base de données européenne d’occupation biophysique des sols Corine Land Cover (CLC), est marquée par l'importance des territoires agricoles (51,2 % en 2018), une proportion identique à celle de 1990 (51,2 %). La répartition détaillée en 2018 est la suivante : terres arables (47,7 %), forêts (45,7 %), zones urbanisées (3 %), prairies (2,8 %), zones agricoles hétérogènes (0,7 %), milieux à végétation arbustive et/ou herbacée (0,1 %). L'évolution de l’occupation des sols de la commune et de ses infrastructures peut être observée sur les différentes représentations cartographiques du territoire : la carte de Cassini (XVIIIe siècle), la carte d'état-major (1820-1866) et les cartes ou photos aériennes de l'IGN pour la période actuelle (1950 à aujourd'hui).

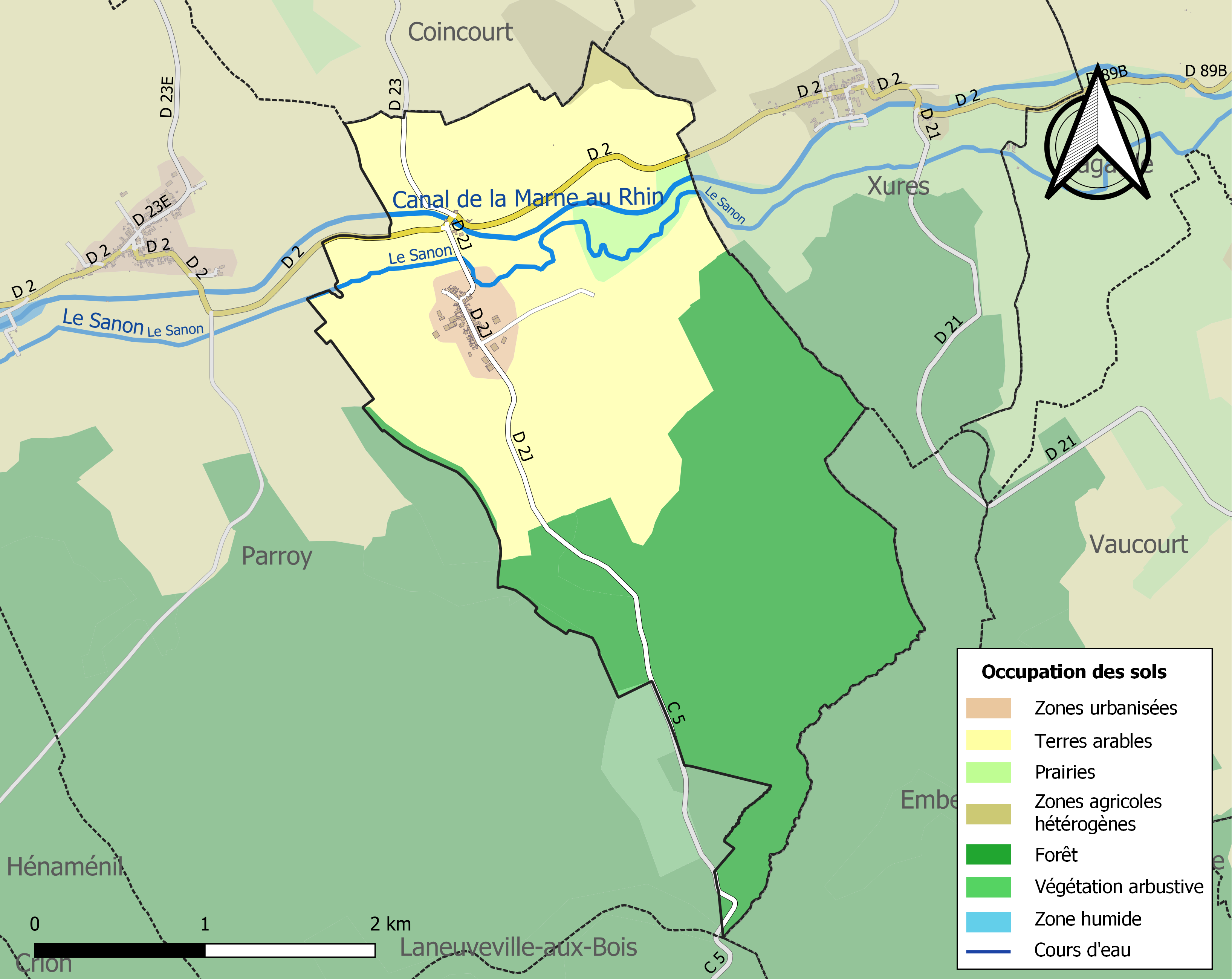
Carte des infrastructures et de l'occupation des sols de la commune en 2018 (CLC).

## Toponymie
Mualcourt (1152), Moaulcourt (1461), Mouvaucourt (1542), Moacourt (1719), Monacourt (1801)[réf. nécessaire].

## Histoire
Mouacourt est une ancienne commune du canton de Lunéville-Sud. Elle avait été rattachée à Parroy entre le 1er janvier 1973 et le 1er janvier 1987.

## Politique et administration
| Période                                  | Période      | Identité           | Étiquette | Qualité                  |
| ---------------------------------------- | ------------ | ------------------ | --------- | ------------------------ |
| Les données manquantes sont à compléter. |              |                    |           |                          |
| juin 2005                                | mars 2008    | Gisèle Beck        |           |                          |
| mars 2008                                | 2014         | Jean-Marie Pierson |           |                          |
| avril 2014                               | juillet 2020 | Agnès Lanblin      |           | Agricultrice exploitante |
| juillet 2020                             | En cours     | Alain Pillot,      |           | Ancien cadre             |

## Population et société

### Démographie
L'évolution du nombre d'habitants est connue à travers les recensements de la population effectués dans la commune depuis 1793. Pour les communes de moins de 10 000 habitants, une enquête de recensement portant sur toute la population est réalisée tous les cinq ans, les populations de référence des années intermédiaires étant quant à elles estimées par interpolation ou extrapolation. Pour la commune, le premier recensement exhaustif entrant dans le cadre du nouveau dispositif a été réalisé en 2004.

En 2022, la commune comptait 75 habitants, en évolution de +5,63 % par rapport à 2016 (Meurthe-et-Moselle : −0,13 %, France hors Mayotte : +2,11 %).
| 1793 | 1800 | 1806 | 1821 | 1831 | 1836 | 1841 | 1846 | 1851 |
| ---- | ---- | ---- | ---- | ---- | ---- | ---- | ---- | ---- |
| 217  | 241  | 284  | 268  | 293  | 285  | 312  | 312  | 308  |

| 1856 | 1861 | 1872 | 1876 | 1881 | 1886 | 1891 | 1896 | 1901 |
| ---- | ---- | ---- | ---- | ---- | ---- | ---- | ---- | ---- |
| 271  | 257  | 248  | 245  | 232  | 219  | 195  | 179  | 174  |

| 1906 | 1911 | 1921 | 1926 | 1931 | 1936 | 1946 | 1954 | 1962 |
| ---- | ---- | ---- | ---- | ---- | ---- | ---- | ---- | ---- |
| 165  | 173  | 99   | 129  | 125  | 124  | 102  | 91   | 101  |

| 1968 | 1990 | 1999 | 2004 | 2006 | 2009 | 2014 | 2019 | 2022 |
| ---- | ---- | ---- | ---- | ---- | ---- | ---- | ---- | ---- |
| 95   | 66   | 76   | 74   | 72   | 86   | 74   | 74   | 75   |

## Culture locale et patrimoine

### Lieux et monuments
- Église Saint-Laurent.
- Monument aux morts.
- Voie verte du canal de la Marne au Rhin.

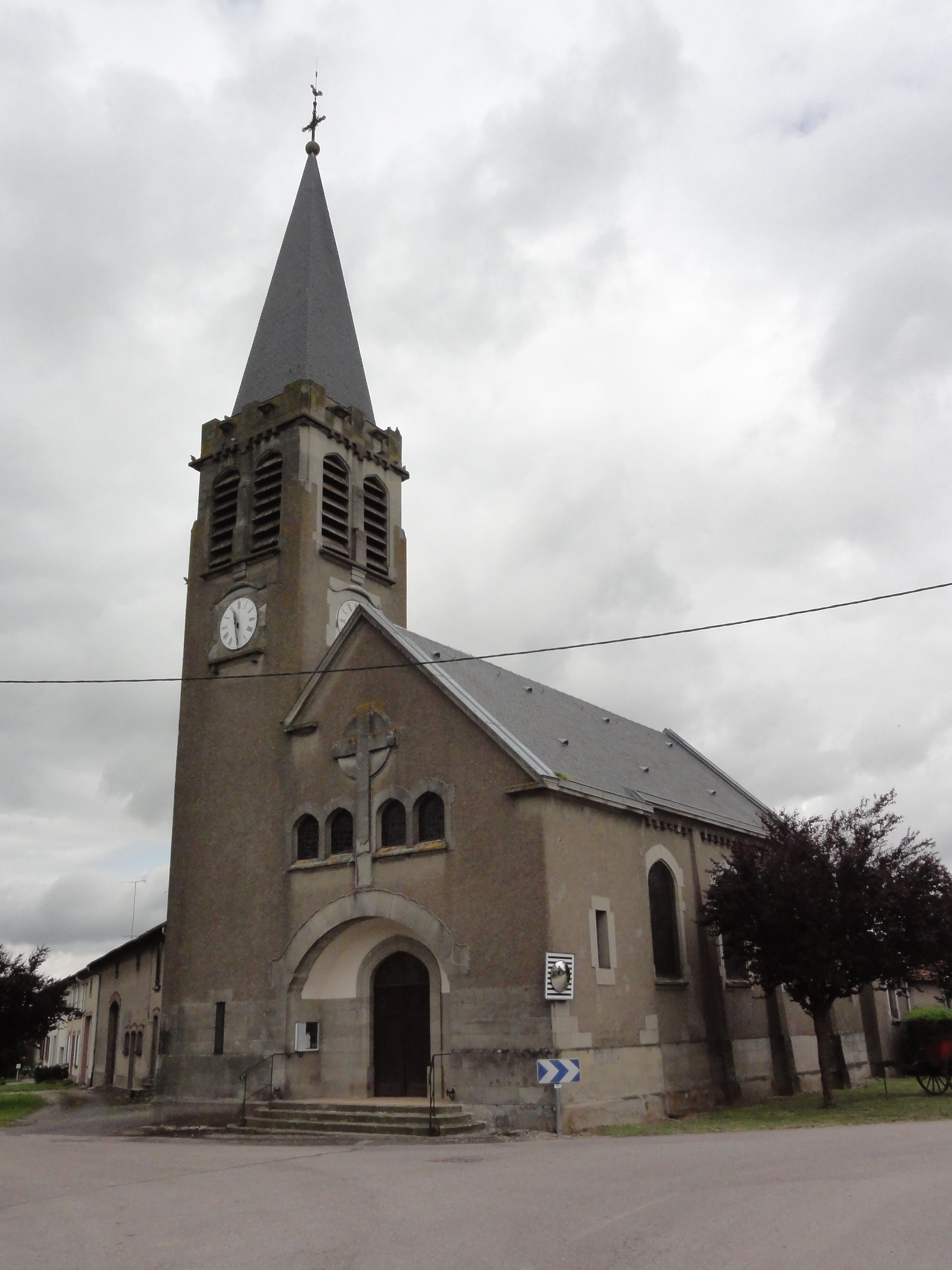
Église Saint-Laurent.
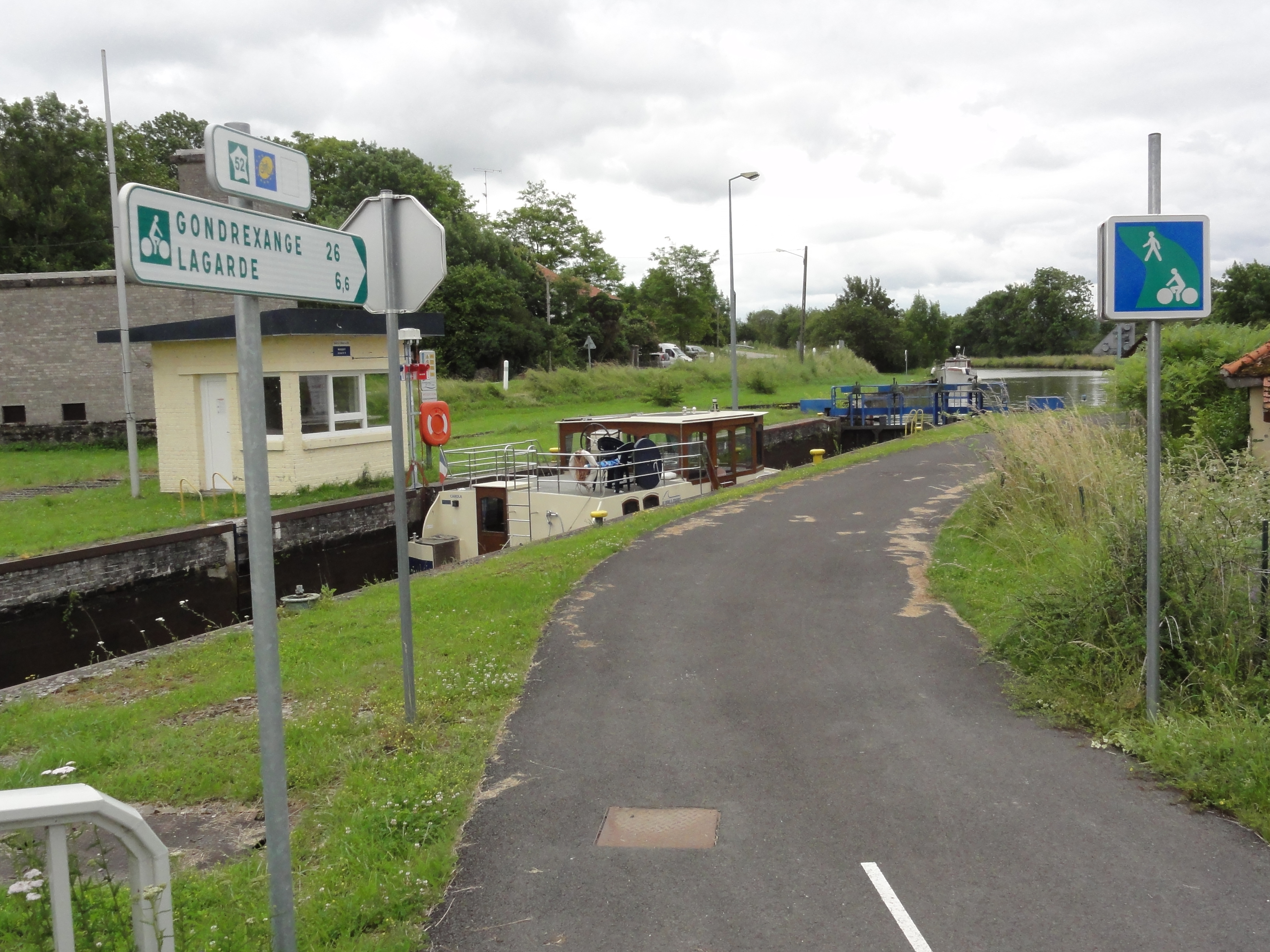
Voie verte du canal de la Marne au Rhin.

### Héraldique
| Blason de Mouacourt | Blason  | Coupé d'azur à une clef d'or et une épée d'argent en sautoir ; et d'argent à la croix de Lorraine de gueules. |
| Blason de Mouacourt | Détails | La clef et l'épée en sautoir constituent les armes de l'abbaye de Senones qui fut pendant sept siècles seigneur du lieu. La croix de Lorraine rappelle que le duc de Lorraine décida de reconstruire le village après la guerre de Trente Ans. Adopté le 7 octobre 2014. |